# 乌尔霍·佩尔托宁
乌尔霍·佩尔托宁（芬蘭語：Urho Peltonen，1893年1月15日—1951年1月7日），芬兰男子田径运动员。他曾代表芬兰参加1912年、1920年和1924年夏季奥林匹克运动会田径比赛，共获得一枚银牌和一枚铜牌。